# Hovea planifolia
Hovea planifolia là một loài thực vật có hoa trong họ Đậu. Loài này được (Domin) J.H.Ross miêu tả khoa học đầu tiên.